# Stanisław Ławski
Stanisław Ławski ze Strzegocina herbu Pobóg (1494–1575) – wojewoda mazowiecki, vicesgerent – brat cioteczny prymasa Jana Przerębskiego.
Był synem Rafała Ławskiego chorążego ciechanowskiego, i Zofii Przerembskiej, właściciel Strzegocina. W 1530 był poborcą ziemi łomżyńskiej i wiskiej, przed 9 lipca 1530 został chorążym warszawskim. Urząd ten złożył 22 września 1544, kiedy to otrzymał kasztelanię wiską. 20 lipca 1554 został wojewodą  mazowieckim. Obowiązkowy jako administrator województwa, uczestniczył we wszystkich prawie sejmach za Zygmunta Augusta, popierał program egzekucji praw i dóbr, domagał się zniesienia odrębności Mazowsza, Kupił, a następnie sprzedał w 1530 część Mińska Mazowieckiego. Był właścicielem od 1563 kamienicy pod Fortuną na Rynku Starego Miasta w Warszawie.
13 września 1573 roku podpisał elekcję Henryka III Walezego na króla Polski. Po ucieczce króla, uniwersałem z 19 lipca 1574, zwołał sejmiki partykularne i sejmik generalny do Warszawy na 25 września 1574. Nie wziął w nim jednak udziału z powodu choroby. Zjazd przebiegał burzliwie tylko część ziem opowiedziała się za ustanowieniem sądów, a część posłów rozjechała się z protestem, by udać się następnie do chorego wojewody po rozstrzygnięcie. 25 lutego 1575 Ławski zadecydował, iż sądy odbędą się jedynie w tych ziemiach, które je uchwaliły, 13 kwietnia 1575 już nie żył.